# Filter (Mathematik)
In der Mathematik ist ein Filter eine nichtleere nach unten gerichtete Oberhalb-Menge innerhalb einer umgebenden halbgeordneten Menge. Der Begriff des Filters geht auf den französischen Mathematiker Henri Cartan zurück.
Anschaulich betrachtet enthält ein Filter Elemente, die zu groß sind, als dass sie den Filter passieren könnten. Ist x ein Filterelement, so ist auch jedes in der gegebenen Ordnungsrelation größere Element y ein Filterelement, und je zwei Filterelemente x und y haben einen gemeinsamen Kern z, der selbst schon zu groß ist, als dass er den Filter passieren könnte.
Filter in der umgekehrten Halbordnung heißen Ideale der Ordnung oder Ordnungsideale.

## Anwendungen
Filter treten in der Theorie der Ordnungen und Verbände auf. Ein wichtiger Spezialfall sind Mengenfilter, d. h. Filter in der durch die Mengeninklusion halbgeordneten Potenzmenge einer Menge. Mengenfilter werden besonders in der Topologie verwendet und erlauben dort die Verallgemeinerung des Begriffs der Folge für topologische Räume ohne abzählbare Umgebungsbasis. So bildet das System der Umgebungen {\displaystyle {\mathcal {U}}(x)} eines Punktes {\displaystyle x} in einem topologischen Raum einen speziellen Filter, den Umgebungsfilter. Umgebungsfilter können in Räumen, die kein Abzählbarkeitsaxiom erfüllen, zur Definition von Netzen verwendet werden, die die Rolle der Folgen aus der elementaren Analysis teilweise übernehmen. Man fasst dazu einen Filter als gerichtete Menge auf und betrachtet Netze auf dieser gerichteten Menge.
Mit einem Ultrafilter (der kein Hauptfilter ist) auf den natürlichen Zahlen lassen sich die hyperreellen Zahlen der Nichtstandardanalysis konstruieren. Allerdings wird die Existenz solcher Filter selbst nur durch das Auswahlaxiom – also nicht konstruktiv – gesichert.

## Allgemeine Definitionen
Eine nichtleere Teilmenge {\displaystyle F} einer Quasiordnung {\displaystyle {\boldsymbol {P}}=(P,\leq )} heißt Filter, wenn folgende Bedingungen erfüllt sind:
1. {\displaystyle F} ist eine Oberhalb-Menge: {\displaystyle \forall x\in F\,\forall y\in P\colon x\leq y\Rightarrow y\in F},
(Das heißt, alle (mit {\displaystyle x} in Relation stehenden) Elemente, die größer als {\displaystyle x} sind, sind Teil des Filters.)
2. {\displaystyle F} ist nach unten gerichtet: {\displaystyle \forall x,y\in F\,\exists z\in F\colon z\leq x\wedge z\leq y}.
(Das heißt, {\displaystyle F} ist bzgl. der Umkehrrelation der betrachteten Halbordnung gerichtet.)

Der Filter {\displaystyle F} heißt eigentlicher (oder echter) Filter, wenn er nicht gleich {\displaystyle P} ist, sondern eine echte Teilmenge {\displaystyle F\subset P}.
Jeder Filter auf einer quasi- oder halbgeordneten Menge {\displaystyle P} ist Element der Potenzmenge von {\displaystyle P}. Die Menge der auf derselben (schwach) halbgeordneten Menge definierten Filter wird durch die Inklusionsrelation {\displaystyle \subseteq } ihrerseits halbgeordnet. Sind {\displaystyle F_{1}} und {\displaystyle F_{2}} Filter auf derselben (schwach) halbgeordneten Menge {\displaystyle P}, so heißt {\displaystyle F_{2}} feiner als {\displaystyle F_{1}} ({\displaystyle F_{1}} gröber als {\displaystyle F_{2}}), wenn {\displaystyle F_{1}\subseteq F_{2}}. Ein maximal feiner echter Filter heißt Ultrafilter.

### Filter in Verbänden
Während diese Definition von Filter die allgemeinste für beliebige quasi- oder halbgeordnete Mengen ist, wurden Filter ursprünglich für Verbände definiert. In diesem Spezialfall ist ein Filter eine nichtleere Teilmenge {\displaystyle F} des Verbandes {\displaystyle (P,\leq )}, die eine Oberhalb-Menge und abgeschlossen unter endlichen Infima ist, d. h., für alle {\displaystyle x,y\in F} ist auch {\displaystyle x\wedge y\in F}.

### Hauptfilter
Der kleinste Filter, der ein vorgegebenes Element {\displaystyle p} enthält, ist {\displaystyle \{x\in P\mid p\leq x\}}. Filter dieser Form heißen Hauptfilter und {\displaystyle p} heißt ein Hauptelement des Filters. Der zu {\displaystyle p} gehörende Hauptfilter wird als {\displaystyle \operatorname {\uparrow } p} geschrieben.

### Primfilter
Ein echter Filter {\displaystyle F} in einem Verband {\displaystyle P} mit der Zusatzeigenschaft
{\displaystyle a\vee b\in F\iff (a\in F\vee b\in F)}
heißt Primfilter.

### Ideale
Der zum Filter duale Begriff ist der des Ideals: Ein Ideal (auch Ordnungsideal) ist eine gerichtete Unterhalb-Menge in einer Quasi- oder Halbordnung.
Betrachtet man in einer halbgeordneten Menge {\displaystyle {\boldsymbol {P}}=(P,\leq )} die Umkehrrelation {\displaystyle \leq ^{-1}={\geq }}, so ist auch {\displaystyle (P,\geq )} wieder eine halbgeordnete Menge.
Die so durch Dualisierung entstehende Struktur wird als {\displaystyle {\boldsymbol {P}}^{\text{opp}}=(P,\geq )} notiert.
Ein Filter in {\displaystyle {\boldsymbol {P}}^{\text{opp}}} ist ein Ideal in {\displaystyle {\boldsymbol {P}}} und umgekehrt.
Ebenso erhält man aus einem (distributiven) Verband {\displaystyle (P,\vee ,\wedge )} durch Vertauschen der beiden Verbandsverknüpfungen Supremum {\displaystyle \vee } und Infimum {\displaystyle \wedge } wieder einen (distributiven) Verband. Sind in {\displaystyle P} ein kleinstes Element 0 und ein größtes Element 1 vorhanden, so werden sie ebenfalls vertauscht.

## Beispiele

### Teilbarkeit
In {\displaystyle (\mathbb {N} ,\mid )}, dem beschränkten Verband der natürlichen Zahlen unter Teilbarkeit, ist für alle {\displaystyle n\in \mathbb {N} } die Teilermenge {\displaystyle T_{n}} von {\displaystyle n} ein Ideal. {\displaystyle T_{n}\!\!\setminus \!\{n\}} ist genau dann ein Ideal, wenn {\displaystyle n=0}.

### Nullstrahlen
Wir betrachten in der sogenannten punktierten komplexen Ebene {\displaystyle \mathbb {C} ^{\times }:=\mathbb {C} {\setminus }\{0\}} die Teilmengen {\displaystyle s_{\alpha }=\{z\in \mathbb {C} ^{\times }\mid \operatorname {Arg} (z)=\alpha \},} für {\displaystyle 0\leq \alpha <2\pi ,} der (offenen) Strahlen aus der Null (kurz: Nullstrahlen). Auf {\displaystyle \mathbb {C} ^{\times }} definieren wir nun eine Halbordnung {\displaystyle \trianglelefteq }, indem wir {\displaystyle z_{1}\in \mathbb {C} ^{\times }} als kleiner-gleich {\displaystyle z_{2}\in \mathbb {C} ^{\times }} betrachten, falls {\displaystyle z_{1}} und {\displaystyle z_{2}} auf demselben Strahl liegen und {\displaystyle z_{1}} betraglich kleiner oder gleich {\displaystyle z_{2}} ist. Das heißt
{\displaystyle {\begin{aligned}z_{1}\trianglelefteq z_{2}&:\Leftrightarrow &\operatorname {Arg} (z_{1})=\operatorname {Arg} (z_{2})&\ \ {\text{und}}&\left|z_{1}\right|\leq \left|z_{2}\right|\end{aligned}}}
für  {\displaystyle z_{1},z_{2}\in \mathbb {C} ^{\times }}.
In der halbgeordneten Menge {\displaystyle \left(\mathbb {C} ^{\times },\trianglelefteq \right)} sind nun alle Filter gegeben durch die Nullstrahlen und deren offene und abgeschlossene Teilstrahlen
{\displaystyle s(z):=\{z'\in \mathbb {C} ^{\times }\mid z\trianglelefteq z',z\neq z'\}\subset {\bar {s}}(z):=\{z'\in \mathbb {C} ^{\times }\mid z\trianglelefteq z'\}\subset s_{\alpha }}
für alle {\displaystyle z\in \mathbb {C} ^{\times }} mit {\displaystyle \alpha =\operatorname {Arg} (z).} Jeder dieser Filter ist echt. Außerdem folgt aus {\displaystyle z_{1}\trianglelefteq z_{2}}, dass {\displaystyle {\bar {s}}(z_{1})} feiner {\displaystyle s(z_{1})} feiner {\displaystyle {\bar {s}}(z_{2})} feiner {\displaystyle s(z_{2})}; insbesondere ist {\displaystyle s_{\alpha }} ({\displaystyle 0\leq \alpha <2\pi }) ein maximal-feiner echter Filter und damit ein Ultrafilter. Für jede komplexe Zahl {\displaystyle z\in \mathbb {C} ^{\times }} ist der abgeschlossene Strahl {\displaystyle {\bar {s}}(z)} ihr Hauptfilter {\displaystyle \operatorname {\uparrow } z} mit {\displaystyle z} als (einzigem) Hauptelement.
Die Ordnungsideale in {\displaystyle \left(\mathbb {C} ^{\times },\trianglelefteq \right)} entsprechen den fehlenden Strahlenabschnitten zwischen der Null und dem Beginn jedes Teilstrahls. Ist der Teilstrahl offen, enthält er also nicht seinen Aufpunkt, so fehlt auch im entsprechenden Ordnungsideal der Aufpunkt – analog ist er im abgeschlossenen Fall in Teilstrahl und Ideal jeweils enthalten. (Filter und Ordnungsideal sind also nicht disjunkt!) Aus dem Nullstrahl ergibt sich kein entsprechendes Ordnungsideal, da der „fehlende“ Strahlenabschnitt durch die leere Menge gegeben wäre (die kein Filter sein kann). Die Ideale haben also die Form:
{\displaystyle s^{-1}(z)=(s_{\alpha }\setminus s(z))\setminus \{z\}=\{z'\in \mathbb {C} ^{\times }\mid z\trianglerighteq z',z\neq z'\}} und
{\displaystyle {\bar {s}}^{-1}(z)=(s_{\alpha }\setminus {\bar {s}}(z))\cup \{z\}=\{z'\in \mathbb {C} ^{\times }\mid z\trianglerighteq z'\}}
für alle {\displaystyle z\in \mathbb {C} ^{\times }} und {\displaystyle \alpha =\operatorname {Arg} (z)}.

## Mengenfilter

### Definition
Ein wichtiger Spezialfall eines Filters – vor allem in der Topologie – sind Mengenfilter. Man geht in diesem Fall von der durch die Mengeninklusion halbgeordneten Potenzmenge {\displaystyle \left({\mathcal {P}}(X),\subseteq \right)} einer beliebigen nichtleeren Menge {\displaystyle X} aus. Eine echte Teilmenge {\displaystyle {\mathcal {F}}\subset {\mathcal {P}}(X)} ist genau dann ein Mengenfilter oder Filter, wenn folgende Eigenschaften erfüllt sind:
1. {\displaystyle \emptyset \notin {\mathcal {F}}} und {\displaystyle X\in {\mathcal {F}}},
2. {\displaystyle F,G\in {\mathcal {F}}\ \Rightarrow \ F\cap G\in {\mathcal {F}}},
3. {\displaystyle F\in {\mathcal {F}},\;G\supset F\ \Rightarrow \ G\in {\mathcal {F}}}.

Ein Mengenfilter, für den gilt
{\displaystyle F\subseteq X\Rightarrow F\in {\mathcal {F}}\lor X\!\setminus \!{F}\in {\mathcal {F}}},
der also zu jeder Teilmenge diese selber oder ihr Komplement enthält, heißt Ultrafilter auf {\displaystyle X}.
Diese Definitionen stimmen mit den oben gegebenen für echte Filter in Verbänden überein, da die Potenzmenge von {\displaystyle X} einen Verband bildet.

### Beispiele für Mengenfilter
- {\displaystyle {\mathcal {F}}_{C}:=\{M\subseteq X\mid C\subseteq M\}} heißt der von {\displaystyle C\subseteq X} erzeugte Hauptfilter.
- Ist {\displaystyle (X,\tau )} ein topologischer Raum mit Topologie {\displaystyle \tau }, dann heißt {\displaystyle {\mathcal {U}}(x):=\left\{U\subseteq X\mid \exists O\in \tau \colon x\in O\land O\subseteq U\right\}} Umgebungsfilter von {\displaystyle x}.
- Ist {\displaystyle S} eine unendliche Menge, dann heißt {\displaystyle \{M\subseteq S\mid S\setminus M{\text{ endlich}}\}} Fréchet-Filter der Menge {\displaystyle S}.
- Ist {\displaystyle {\mathcal {B}}} ein nichtleeres Mengensystem von {\displaystyle {\mathcal {P}}(X)} mit folgenden Eigenschaften
  1. {\displaystyle \emptyset \notin {\mathcal {B}}} und
  2. {\displaystyle \forall B_{1},B_{2}\in {\mathcal {B}}\ \exists B_{3}\in {\mathcal {B}}\colon B_{3}\subseteq B_{1}\cap B_{2}},

so heißt {\displaystyle {\mathcal {B}}} Filterbasis in {\displaystyle X}. Ein solches Mengensystem erzeugt auf natürliche Weise einen Filter mittels
{\displaystyle {\mathcal {F}}_{\mathcal {B}}:=\langle {\mathcal {B}}\rangle :=\left\{M\subseteq X\mid \exists B\in {\mathcal {B}}\colon B\subseteq M\right\}}.
Dieser heißt der von {\displaystyle {\mathcal {B}}} erzeugte Filter.
- Ist {\displaystyle f\colon X\rightarrow Y} eine Abbildung zwischen zwei nichtleeren Mengen und {\displaystyle {\mathcal {F}}} ein Filter auf {\displaystyle X}, so bezeichnet {\displaystyle f({\mathcal {F}})} den von der Filterbasis {\displaystyle \{B\subseteq Y\mid \exists F\in {\mathcal {F}}\colon f(F)=B\}} erzeugten Filter. Dieser heißt Bildfilter von {\displaystyle {\mathcal {F}}} unter {\displaystyle f}.[5]

### Anwendungen in der Topologie
In der Topologie ersetzen Filter oder Netze die dort für eine befriedigende Konvergenztheorie unzureichenden Folgen. Insbesondere die Filter als sich verengende Mengensysteme haben sich hier als gut geeignet zur  Konvergenzmessung erwiesen. Man erhält auf diesem Wege oft analoge Sätze zu Sätzen über Folgen in metrischen Räumen.
Ist {\displaystyle (X,\tau )} ein topologischer Raum, dann heißt ein Filter {\displaystyle {\mathcal {F}}} genau dann konvergent gegen {\displaystyle x\in X}, wenn {\displaystyle {\mathcal {U}}(x)\subseteq {\mathcal {F}}}, d. h., wenn {\displaystyle {\mathcal {F}}} feiner ist als der Umgebungsfilter {\displaystyle {\mathcal {U}}(x)} von {\displaystyle x}, d. h., alle (es genügen offene) Umgebungen von {\displaystyle x} enthält. Schreibweise: {\displaystyle {\mathcal {F}}\rightarrow x}.
So ist zum Beispiel eine Abbildung {\displaystyle f\colon X\rightarrow Y} zwischen zwei topologischen Räumen genau dann stetig in {\displaystyle x\in X}, wenn {\displaystyle f({\mathcal {F}})\rightarrow f(x)} für jeden Filter {\displaystyle {\mathcal {F}}} auf {\displaystyle X} mit {\displaystyle {\mathcal {F}}\rightarrow x} gilt.
In einem nicht-hausdorffschen Raum kann ein Filter gegen mehrere Punkte konvergieren. Hausdorff-Räume lassen sich sogar gerade dadurch charakterisieren, dass in ihnen kein Filter existiert, welcher gegen zwei verschiedene Punkte konvergiert.